# Sandro Ruotolo
Alessandro Ruotolo (nascido em 9 de julho de 1955) é um jornalista e político italiano. Ele foi eleito para o Senado italiano numa eleição suplementar em 2020 como um político independente da coligação de centro-esquerda.

## Carreira política
Em novembro de 2019, o senador do Movimento Cinco Estrelas, Franco Ortolani, morreu de cancro. Uma eleição suplementar foi realizada no distrito de Nápoles em fevereiro de 2020, na qual Ruotolo se candidatou como candidato independente com o apoio da coligação de centro-esquerda. Ruotolo foi eleito com 48% dos votos.
Ruotolo escreveu sobre a pandemia COVID-19 na Itália.